# Лю (Ланди)
Лю (фр. Lüe) — муніципалітет у Франції, у регіоні Нова Аквітанія, департамент Ланди. Населення — 597 осіб (01.01.2021).
Муніципалітет розташований на відстані близько 580 км на південний захід від Парижа, 75 км на південний захід від Бордо, 55 км на північний захід від Мон-де-Марсана.

## Демографія
Динаміка населення (INSEE  ):

## Економіка
2010 року серед 327 осіб працездатного віку (15—64 років) 243 були активними, 84 — неактивними (показник активності 74,3%, у 1999 році було 67,4%). З 243 активних мешканців працювала 221 особа (122 чоловіки та 99 жінок), безробітними було 22 (6 чоловіків та 16 жінок). Серед 84 неактивних 17 осіб було учнями чи студентами, 43 — пенсіонерами, 24 були неактивними з інших причин.

У 2010 році в муніципалітеті числилось 210 оподаткованих домогосподарств, у яких проживали 504,0 особи, медіана доходів виносила 19 472 євро на одного особоспоживача